# なんナン!?
『なんナン!?』は、2005年4月11日から2006年9月11日まで中国放送（RCCテレビ）で月曜日昼前に放送されていた情報番組である。司会は横山雄二・桑原しおり両アナウンサーである。

## 番組の概要
題名は広島弁に由来する（「何なの？」の広島弁化）。
視聴者から寄せられた情報・疑問を元に司会者の2人がレポーターとして取材に行き、視聴者に紹介することを基本線としていた。ただし、邸宅特集、節約特集、レジャー特集などを放送することもあり、必ずしも基本線に忠実というわけではなかった。
番組には毎週パネラーが5人出演。一般人またはゲスト2人・中国放送のアナウンサー3人で構成され、一般人またはゲストが司会者から見て前段（下段）に、中国放送のアナウンサーが後段（上段）にそれぞれ座っていた。
番組でその週のテーマに即した投稿が紹介された場合、お米が貰えるというユニークなシステムを採用していた。ただし、その量は内容次第だった。

## 主なコーナー
- 広島の噂 - 視聴者からメール・FAXで寄せられた情報・疑問を取り上げる。
- どうなっとるん
- よこトピ
- RCC Shopping - 通販コーナー（2006年1月30日放送分から設定）。このコーナーだけ生放送ではなく、また番組とは異なる出演者4人が出ている。別の時間帯に放送されることもあるほか、ラジオの『本名正憲のきょうもゴゴイチ』にも同名のコーナーがあった。

## 放送時間
（いずれもJST）
- 月曜日 9:55 - 10:45 （2005年4月11日 - 2005年9月19日）
- 月曜日 9:55 - 10:50 （2005年10月3日 - 2006年9月11日）、再放送：火曜日 1:00 - 1:55

## よくパネラーとして出演していた中国放送アナウンサー

### 男性
- 池田秀昭
- 石橋真
- 一柳信行
- 坂上俊次
- 桜井弘規
- 田中俊雄
- 寺内優
- 橋本裕之

### 女性
- 伊藤文 - 2006年4月入社。
- 藤村伊勢 - 2005年4月入社。出演開始は同年7月以降。
- 吉田幸 - 2005年6月に出産し、育児休暇から復帰。
- 岡佳奈 - 2006年3月に退社。
- 田口麻衣 - 2006年2月から出産・育児休暇を取っていた（番組終了後の2007年3月に復帰）。

※2006年1月のスペシャルウィーク（備考参照）と同年7月17日の海の日には、普段ラジオの『平成ラヂオバラエティごぜん様さま』に出演しているためにこの番組には出演できない吉田千尋（当時中国放送アナウンサー）が出演した。前者はその日が担当ではなかったこと、後者は特別番組放送のために放送されなかったことによる。

## よくパネラーとして出演していた一般人
- 國永志保 - 広島のタウン情報誌を出版しているザメディアジョンの営業課長。2005年10月頃からレギュラーになり、広島の情報通として出演していた。

## 過去にパネラーとして出演した著名人
- 佐々木剛（俳優）
- 西田真二（元広島東洋カープ選手）
- 原田真二（歌手）
- 木下富雄（元広島東洋カープ選手）

## 備考
- 通常は月曜日のみの放送だったが、2006年1月16日から1月20日まではスペシャルウィークとして水曜日（『いきいき!夢キラリ』と『石橋勝のボランティア21』放送のために設定不能）を除いて毎日放送されていた（再放送は月曜日放送分のみ）。その期間中の同年1月17日には、この番組が『なるトモ!』（読売テレビ、広島県では広島テレビで放送）、『ひろしま満点ママ!!』（テレビ新広島）などを抜き、視聴率1位になった。
- しかし、その後は『なるトモ!』の視聴率が『ひろしま満点ママ!!』やこの番組のそれを上回ることが多く、好評だったにもかかわらずわずか1年半で打ち切られる結果になった。以後中国放送では平日午前中に情報番組を設定していないこと（後番組の『イブふぉーMONDAY!』は『イブニング・ふぉー』の一部のコーナーの再放送であり、情報番組ではない）からしても視聴率不振での打ち切りであることは明らかと言える。ただし、打ち切り3か月半前の2006年5月22日放送の番組内で、一主婦のある企業を侮辱しているとも受け取れるような発言を不用意にも流してしまったことが打ち切りの原因になったとする説もある[誰によって?]。
- 番組終盤の天気予報のコーナーはその日パネラーとして出演していた女性アナウンサーが担当していた（2人出演した場合は画面向かって最右端に座っている女性アナウンサーが担当）が、全く女性アナウンサーがパネラーとして出演しなかった場合には司会の桑原しおりが担当した。
- 広島FM放送の『キムラミチタのVibe ON! MUSIC』（2007年3月に終了）のDJであるキムラミチタがこの番組の音効を担当していた。
- 2006年5月、この番組の司会者の横山雄二アナウンサーはJNNアノンシスト賞全国審査会テレビフリートーク部門最優秀賞を受賞した（2005年12月12日放送のこの番組の内容が評価されたことによる）。